# 류위안 (정치인)
류위안 (중국어 간체자: 刘源, 정체자: 劉源, 병음: Liú Yuán, 1951 ~ )은 중화인민공화국의 군인이자 정치인이다. 군대 계급은 상장이다. 중화인민공화국의 전 주석이었던 류사오치의 아들이다.

## 생애
1951년 베이징 시에서 태어났다. 원적은 후난성이다. 아버지는 중화인민공화국의 주석을 지낸 류사오치이며, 어머니는 류사오치의 여섯번째 아내인 물리학자 왕광메이이다.
베이징 사범학원(현, 수도사범대학) 역사학부를 졸업했다. 지방 관리를 역임한 후에 무장경찰과 군대에 들어 간 색다른 경력의 소유자이다. 인민해방군군사과학원 정치위원 등을 거쳐 현재는 총후근부 정치위원으로 있으며, 계급은 인민해방군 상장이다. 중국공산당 혁명 원로의 자제와 친인척들로 구성된 정치 계파인 태자당 그룹의 유력 정치인 중의 하나이다. 시진핑과 친하며, 반미 강경파로 알려져 있다. 중국공산당 제17기(2007 ~ 2012년) 및 18기 중앙위원(2012년~)이다.
| 전임 温宗仁 | 중국인민해방군군사과학원 정치위원 2005년 12월 - 2010년 12월 | 후임 순스징 |

| 전임 쑨다파 | 중국 인민해방군 총근후부 정치위원 2010년 12월 - 현재 | 후임 현직 |